# Malmö Solhem
Malmö Solhem är en bebyggelse, belägen där länsväg M 559 möter länsväg M 835, 0,5 kilometer söder om Östra Kattarp, i Södra Sallerups socken i Malmö kommun. Mellan 2015 och 2020 och åter från 2023 avgränsade SCB här en småort. En mindre del av småorten var belägen i Husie socken.